# Comco Ikarus
Comco Ikarus GmbH és un fabricant d'aeronaus alemany. L'empresa va produir ala deltes al llarg dels anys 70, posteriorment va construir ultralleugers, paracaigudes balístics amb la marca Flight Rescue Systems (FRS) i avionetes.

## Referències

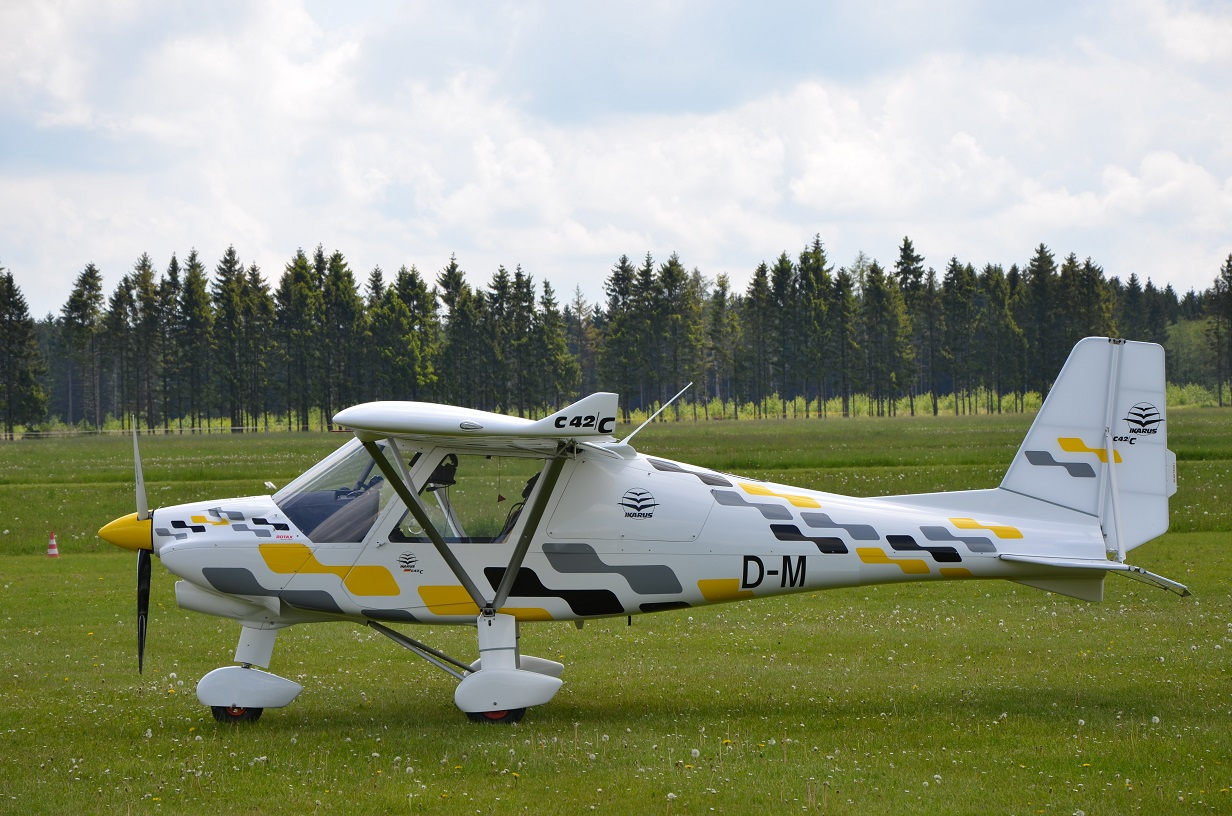
C42-C

## Aeronaus

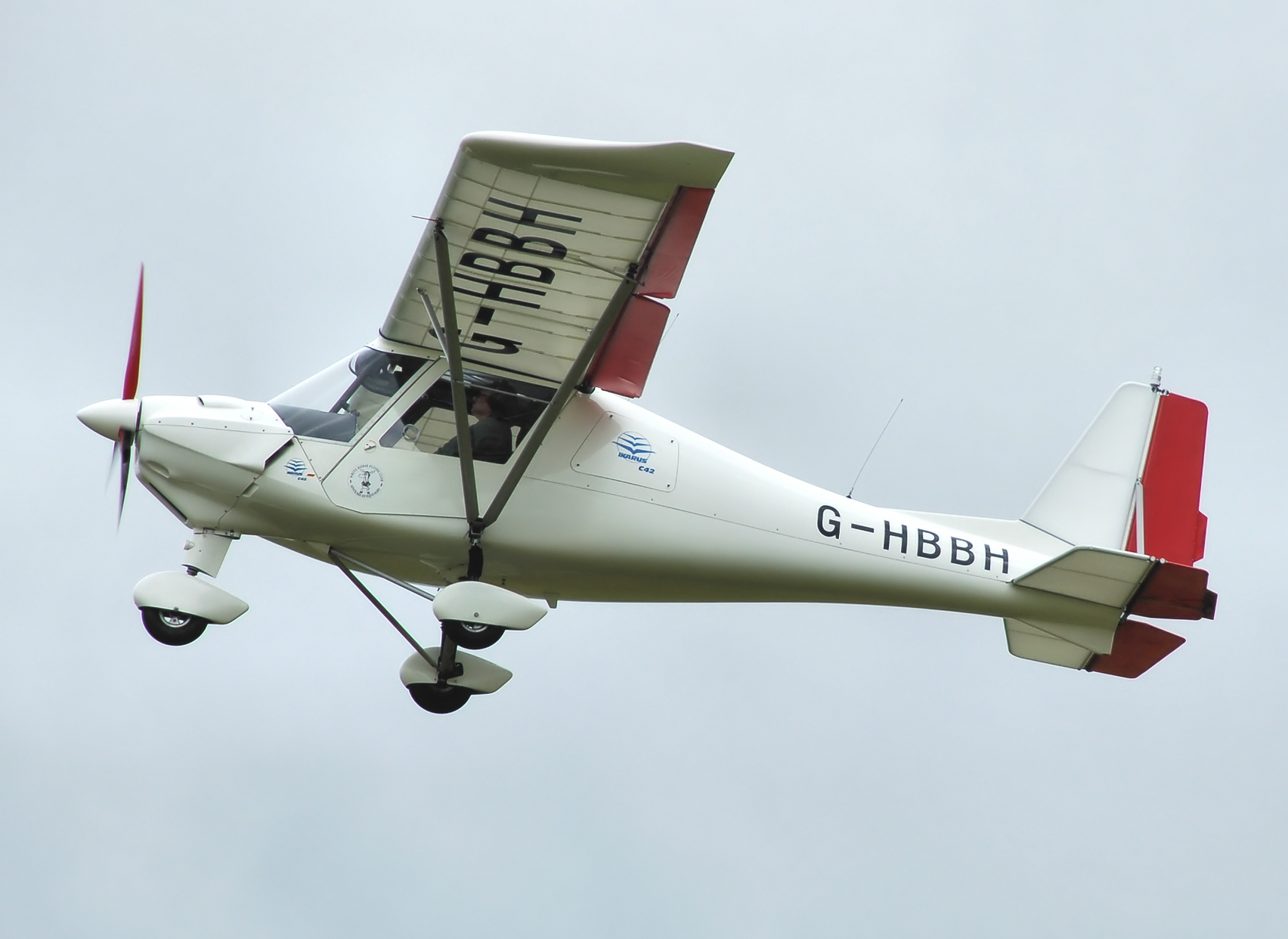
Ikarus C42

| Nom de model  | Primer vol | El número va construir | Tipus            |
| ------------- | ---------- | ---------------------- | ---------------- |
| Ikarus 500    | 1976       | 2000                   | Ala Delta        |
| Ikarus Sherpa | 1982       |                        | Ultralleuger     |
| Ikarus C22    | 1987       |                        | Ultralleuger     |
| Ikarus C42    | 1996       | 1200+                  | Aeronau lleugera |
| Ikarus C52    | 2011       |                        | Aeronau lleugera |